# Laubach (Rhoden)
Koordinaten: 51° 28′ 32″ N, 9° 2′ 14″ O
Laubach ist eine kleine Siedlung in der Gemarkung von Rhoden, einem Ortsteil von Diemelstadt im nordhessischen Landkreis Waldeck-Frankenberg.

## Geographische Lage
Die Siedlung befindet sich auf 260 m Höhe über NHN etwa 1,5 km östlich von Rhoden am Laubacher Weg. Sie liegt in der Warburger Börde am Ostufer des Laubachs, einem 7,8 km langen Bach, der weiter nördlich bei Wrexen in die Orpe mündet, kurz bevor diese dann 500 m weiter östlich in die Diemel einfließt. Östlich liegt der ausgedehnte Wald „Eichholz“.
Die Bundesstraße 252, in Form der Ortsumgehung von Rhoden, verläuft rund 800 m westlich der Siedlung, die Bundesautobahn 44 etwa 700 m nordöstlich und die Kreisstraße K 1 von Rhoden nach Wethen 600 m nördlich.

## Geschichte

### Staatsdomäne
Die Siedlung entstand auf der Grundlage einer in den Gemarkungen von Rhoden und dem ostnordöstlich benachbarten Wethen gelegenen ehemaligen fürstlich-waldeckschen Domäne. Um 1652, nach dem Ende des Dreißigjährigen Kriegs, richtete Graf Georg Friedrich, Regent für seinen noch minderjährigen Neffen Heinrich Wolrad von Waldeck-Eisenberg, eine herrschaftliche Meierei am Laubach ein. 1688 verpfändete Georg Friedrich, seit dem frühen Tod seines Neffen im Jahre 1664 Erbe der schwer verschuldeten Teilgrafschaft Waldeck-Eisenberg und 1682 von Kaiser Leopold I. als Fürst von Waldeck in den Reichsfürstenstand erhoben, diese Meierei an die Witwe Marie Sophie von Spiegel, Herrin zu Schweckhausen, und ihre Söhne, und bis 1786 blieb sie im Besitz dieser Familie. Erst dann löste Prinz Georg, dem sein Bruder, Fürst Friedrich Karl August, in diesem Jahre das Schloss Rhoden abgetreten hatte, das Pfand auf den Gutshof ein. Er verkaufte das Gut dann aber 1811 an die Stadt Rhoden. Diese verpachtete Laubach an Theodor Görg und später an dessen Sohn, den Oberamtmann Hermann Görg, Vorsitzender der Landwirtschaftskammer für Waldeck, der die Domäne bis zum Auslaufen der Pachtverträge im Jahre 1941 in Besitz hatte. Im Jahre 1895 wurden dort 2 Wohnhäuser mit 24 Bewohnern gezählt.

### Dorfsiedlung
Die Hessische Heimstätte wurde 1941 neuer Eigentümer und Laubach wurde daher ab 1945 erster Zufluchtsort für zahlreiche Flüchtlinge und Heimatvertriebene. 1948 wurde das einstige Herrschaftsgut aufgelöst, und die verbliebenen rund 500 Morgen wurden auf sechs neu zu schaffende Siedlerstellen verteilt. Zu einer ortsansässigen Landwirtsfamilie zogen als neue Nachbarn im Dezember 1949 fünf aus der Landwirtschaft stammende Familien aus Schlesien, Nord-Mähren, Österreichisch-Schlesien und von der Wolga in das große Herrenhaus, lebten dort, bis verschiedene Wirtschaftsgebäude in Wohnbauten umgewandelt waren, und bewirtschafteten die ihnen zugewiesenen Äcker und Felder. 
Am 1. September 2019 feierte der kleine Ort – sieben Häuser, 30 Einwohner und eine erhebliche Anzahl Tiere, vor allem Schafe – unter großer Anteilnahme aus der Umgebung „70 Jahre Aufsiedlung Laubach“.